# Temucuicui
Temucuicui o Temocuicui (del mapudungun Temu kuykuy, 'puente del temu') es un conjunto de comunidades mapuches en la comuna de Ercilla, Provincia de Malleco, Región de La Araucanía, en Chile. Son ocho predios agrícolas ubicados a 86 kilómetros al norte de Temuco.
En los últimos años han mantenido un conflicto de tierras con la Forestal Mininco en el que han ocurrido incidentes violentos, detención y prisión de algunos integrantes de la comunidad en las cárceles de Angol y Cañete.
Durante el transcurso del censo chileno de 2017, las autoridades no lograron censar la comunidad regularmente debido a que se habían producido incidentes desde el día anterior al censo. Posteriormente, el Instituto Nacional de Estadísticas totalizaría 271 habitantes y 85 hogares entre las cinco comunidades identificadas: Autónoma, Tradicional e Ignacio Queipul I, II y III.

## Conflicto con el Estado chileno
El 14 de noviembre de 2018, el comunero mapuche Camilo Catrillanca murió recibiendo un tiro por la espalda. El proyectil correspondía a un arma disparada por el sargento Carlos Alarcón, miembro de Carabineros que opera en la zona. En 2021, Alarcón fue condenado por homicidio simple además de homicidio frustrado del hijo adolescente de Catrillanca; otros seis oficiales de Carabineros fueron condenados por obstrucción a la justicia y, en algunos casos, por apremios ilegítimos.
El 7 de enero de 2021, mientras se dictaba el veredicto por el homicidio de Catrillanca, la Policía de Investigaciones realizó un operativo policial con cerca de 800 efectivos en la comunidad en el marco de una investigación por cultivo ilegal de marihuana. En el allanamiento de la comunidad fueron decomisadas más de 1200 plantas de Cannabis sativa, una subametralladora y seis pistolas. En la acción, un efectivo de la PDI murió por un impacto de bala mientras otro fue herido de gravedad. Por otro lado, miembros de la comunidad denunciaron abusos por partes de las fuerzas policiales, siendo difundido un audio donde menores de edad eran amenazados de muerte por miembros de la PDI y fotografías en que la hija de 7 años de Catrillanca habría sido detenida, lo que fue negado por el gobierno. Aunque inicialmente la Fiscalía dijo que había sido "accidental" que la operación tuviera relación con el juicio de Catrillanca, días más tarde el director de la PDI confirmó que se realizó ese día tomando en consideración que el operativo sería más fácil de realizar.
El 15 de marzo de 2022, una comitiva encabezada por la ministra del Interior y Seguridad Pública, Izkia Siches, resultó protagonista de un  incidente en el paso Quererehuas, cuando se desplazaba hacia Temucuicui a la casa de Marcelo Catrillanca, padre de Camilo Catrillanca, a raíz de un corte en la ruta y el lanzamiento de disparos al aire por parte de desconocidos.
El 19 de octubre de 2023 se registra un operativo de Carabineros en la comuna de Temucuicui, dejando como saldo cinco personas arrestadas con supuesta relación con Resistencia Mapuche Malleco. Los imputados fueron presentados al día siguiente ante el Tribunal de Garantía de Collipulli.